# Наомичи Уеда
Наомичи Уеда (јап. 植田 直通; Уто, 24. oktobar 1994) јапански је фудбалер који игра на позицији одбрамбеног играча за Кашима Антлерс у оквиру Прве јапанске лиге.

## Клупска каријера
Уеда је професионално почео да се бави фудбалом у ФК Кашима Антлерс у оквиру Прве јапанске лиге, 23. марта 2013. године на утакмици против ФК Токио, а њего тим био је поражен резултатом 4–2.

## Репрезентативна кариејра
За репрезентацију Јапана до 17 година заиграо је на ФИФА Светском шампионату до 17 година, 2011. године, а играо је на свих пет утакмица. Постигао је један гол на турниру, против репрезентације Аргентине до 17 година, а његов тим победио је резулатом 3–1.
Након што је заиграо за репрезентацију Јапана на АФК азијском купу 2015. године, тренер сениорске селекције Јапана Вахид Халилхоџић позвао га је на дводневни тренинг камп. За селекцију Јапана играо је и на Светском првенству у фудбалу 2018. године у Русији.

## Клупска статистика
Ажурирано 23. фебруара 2018.
| Клуб           | Сезона | Лига | Лига | Прва јапанска лига | Прва јапанска лига | Emperor's Cup | Emperor's Cup | АФК | АФК | Остало | Остало | Укупно | Укупно |
| Клуб           | Сезона | Ута  | Гол  | Ута                | Гол                | Ута           | Гол           | Ута | Гол | Ута    | Гол    | Ута    | Гол    |
| -------------- | ------ | ---- | ---- | ------------------ | ------------------ | ------------- | ------------- | --- | --- | ------ | ------ | ------ | ------ |
| Кашима Антлерс | 2013   | 0    | 0    | 2                  | 0                  | 1             | 0             | –   | –   | 0      | 0      | 3      | 0      |
| Кашима Антлерс | 2014   | 20   | 0    | 3                  | 0                  | 0             | 0             | –   | –   | –      | –      | 23     | 0      |
| Кашима Антлерс | 2015   | 12   | 1    | 0                  | 0                  | 2             | 0             | 2   | 0   | –      | –      | 16     | 1      |
| Кашима Антлерс | 2016   | 21   | 0    | 4                  | 0                  | 2             | 0             | –   | –   | 4      | 0      | 31     | 0      |
| Кашима Антлерс | 2017   | 29   | 3    | 2                  | 0                  | 0             | 0             | 7   | 1   | 1      | 0      | 39     | 4      |
| Укупно         | Укупно | 82   | 4    | 11                 | 0                  | 5             | 0             | 9   | 1   | 5      | 0      | 112    | 5      |

## Репрезентативна статистика
Ажурирано 19. јуна 2018
| Јапана | Јапана | Јапана |
| Год    | Ута    | Гол    |
| ------ | ------ | ------ |
| 2017   | 2      | 0      |
| 2018   | 2      | 0      |
| Укупно | 4      | 0      |

## Трофеји

### Интернационални
Јапан до 23
- АФК У23:2016